# Kang Chol-hwan
Kang Chol-hwan (* 18. September 1968 in Pjöngjang) ist ein koreanischer Journalist und ehemaliger Gefangener des Internierungslagers Yodŏk. Zusammen mit Pierre Rigoulot verfasste er nach seiner Flucht von Nordkorea  nach Südkorea das Buch Les Aquariums de Pyongyang („Die Aquarien von Pjöngjang“), in dem er sein Leben im nordkoreanischen Straflager beschreibt.

## Leben

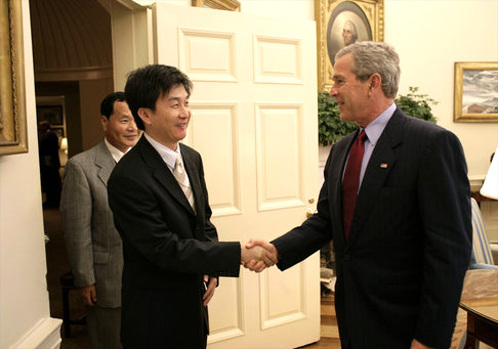
Kang Chol-hwan mit US-Präsident George W. Bush (2005).

Kangs Großeltern waren Koreaner, die in den 1930er-Jahren nach Japan ausgewandert, später jedoch nach Nordkorea zurückgekehrt waren. Kang verbrachte seine Kindheit in der nordkoreanischen Hauptstadt Pjöngjang, wo seine Familie dank der Stellung seines Großvaters und dem Umstand, dass dieser dem nordkoreanischen Staat bei seiner Rückkehr aus Japan ein beträchtliches Vermögen überschrieben hatte, in relativ guten Verhältnissen lebte. Obwohl die Familie dem nordkoreanischen Staat gegenüber loyal war – Kangs Großmutter war ein überzeugtes Mitglied der kommunistischen Partei und war in Japan Ch’ongryŏn-Mitglied gewesen – blieben die Familienmitglieder unter dem ständigen Verdacht der Unzuverlässigkeit, allein, weil sie zuvor in Japan gelebt hatten. Im Jahr 1977 wurde Kangs Großvater des Verrats angeklagt und verhaftet. Er wurde in das berüchtigte und als besonders grausam bekannte Straflager Sŭnghori gebracht. Als Angehörige eines Verräters wurden auch die anderen Familienmitglieder verhaftet und in das Lager Yodŏk gebracht. Kang Chol-hwan war zu diesem Zeitpunkt 9 Jahre alt, seine Schwester Mi-ho 7.
Das Leben im Lager beschreibt er als hart und grausam. Die Versorgung betreffend waren die Häftlinge unter schlechtesten Bedingungen weitgehend sich selbst überlassen. So war der Tod durch Verhungern eine ständige Bedrohung. Prügel und andere Strafen sowie Hinrichtungen waren an der Tagesordnung. Kangs Schulbildung im Lager bestand weitgehend aus dem Auswendiglernen von Zitaten und Reden Kim Il-sungs und Kim Jong-ils. Mit dem 15. Lebensjahr endete die Schulausbildung im Lager. Ab diesem Zeitpunkt wurde Kang zu harter Arbeit eingeteilt und musste Hinrichtungen vor der Lageröffentlichkeit beiwohnen. Vier Jahre später wurden er und seine Familie entlassen.
Nach der Haftentlassung lebte Kang Chol-hwan noch einige Jahre in Nordkorea. Er besaß ein Radiogerät, mit dem er Sendungen aus dem Süden des Landes empfangen konnte, was in Nordkorea als Verbrechen geahndet wird. Als Kang herausfand, dass ihm die staatlichen Organe auf der Spur waren, floh er mit einem Freund über den Fluss Yalu nach China und ging von dort nach Südkorea.
Im Jahr 2000 erschien in Frankreich das Buch Les Aquariums de Pyongyang in dem Kang mit Hilfe des französischen Autors Pierre Rigoulot seine Erinnerungen an das Leben im Norden niedergeschrieben hat. Das Buch liegt auch in englischer Übersetzung vor (unter dem Titel The Aquariums of Pyongyang). Eine deutsche Übersetzung ist bisher nicht erschienen. Kang lebt heute in Seoul und arbeitet als Journalist bei der südkoreanischen Tageszeitung Chosŏn Ilbo. Er ist auch als Menschenrechtsaktivist tätig. In diesem Zusammenhang traf er unter anderem mit US-Präsident George W. Bush und Großbritanniens ehemaligem Außenminister Jack Straw zusammen. Seit seiner Flucht hatte er keinerlei Kontakt zu seiner in Nordkorea verbliebenen Familie, er schickte seiner Schwester Mi-ho über Mittler jedoch Geld. Um den Mai 2011 berichteten Nachbarn und koreanisch-chinesische Schmuggler, dass sie und ihr 11-jähriger Sohn Kim Jeong-nam plötzlich verschwanden. Es wird vermutet, dass sie erneut in Yodŏk interniert wurden.
Chol-hwan plädierte mehrfach für eine Anklage von Kim Jong-un vor dem Internationalen Strafgerichtshof.